# خابزة

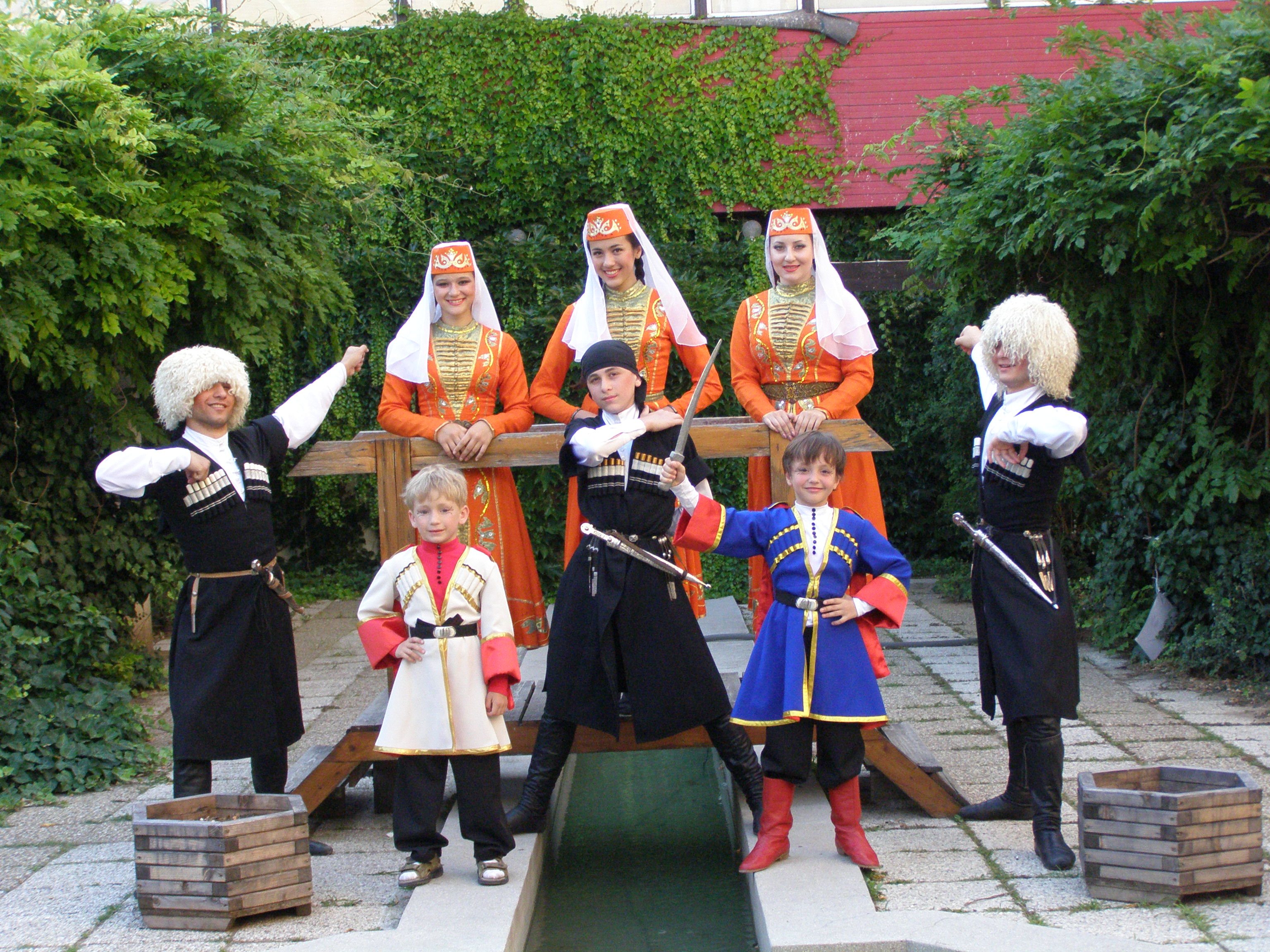
الشركس في لباسهم التقليدي

خابزة (لغة شركسية хабзэ) هي مصطلح شركسي يشمل مجمل القواعد والأعراف والتقاليد الشركسية التي تحكم علاقاتهم الأسرية والاجتماعية وتشكل عصب المجتمع الشركسي أينما كان في العالم.
الخابزة تحكم علاقة الأب بأبنائه وعلاقة الأبناء بوالديهم، وعلاقة الكبير بالصغير وعلاقة الفتيات بالفتيان. تحكم عادات إكرام الضيف والسير في الطريق. كل هذه العادات ساهمت في توحيدهم حتى لو تباعدوا في شتاتهم في جميع أنحاء العالم. طبعا لا تمارس الخابزة بهذه الصورة الصارمة في جميع مجتمعاتهم بحكم تكاثر الأجيال واختلاطهم بغيرهم من المجتمعات. ولإحيائها بدأت بعض المدارس الشركسية في أديغيا بتعليمها لطلابها.

## مواقع خارجية
- شبكة الأخبار الشركسية